# Phanias salvadorensis
Phanias salvadorensis är en spindelart som beskrevs av Kraus 1955. Phanias salvadorensis ingår i släktet Phanias och familjen hoppspindlar. Inga underarter finns listade i Catalogue of Life.